# Fritz Gerathewohl
Fritz Gerathewohl (* 31. Januar 1896 in Dresden; † 1956) war ein deutscher Sprecherzieher.

## Leben
Fritz Gerathewohl gehörte während seines Studiums in München zum Schülerkreis von Artur Kutscher, dem Begründer der Theaterwissenschaft. Unter ihm spielte er im Stück von Hanns Johst Der einsame Mensch mit. 1919 war er Mitbegründer der DDP in Bayern. In den 1920er Jahren schrieb er für das Radio unter anderem Hörspiele und hielt Vorträge zum Medium. 1930 wurde er Lektor und Sprecherzieher an der Universität München, ihm wurde der Professorentitel verliehen. 1933 trat er in die SA ein, wurde aber 1938 wegen fehlender Aktivität ausgeschlossen. Beim NS-Lehrerbund war er 1934 Reichssachbearbeiter für Sprecherziehung.
Nach 1945 leitete Gerathewohl den Rednerdienst der CSU. Er verfasste zahlreiche Handbücher zur Rhetorik und zur Sprecherziehung, sowohl für politische als auch wirtschaftliche Zwecke. Ab 1950 gehörte er dem Deutschen Ausschuss für Sprechkunde und Sprecherziehung unter dem Vorsitz von Helmut de Boor und Paul Diels zur Bearbeitung der verbindlichen Bühnenaussprache an, die lange über den „Siebs“ veröffentlicht wurde.

## Schriften
- St. Simonistische Ideen in der deutschen Literatur. Ein Beitrag zur Vorgeschichte des Sozialismus. Diss. München 1920.
- Flore und Blanscheflur. Nach einer Dichtung des Mittelalters. Parcus, München 1920.
- Deutsche Liebesmären. Nach alten Quellen. Verlag Marcus & Co., München 1922.
- Erziehung zum Redner. Eine Anleitung. Zentralverlag, Berlin 1922 (und zahlreiche weitere Auflagen).
- Lehrgang der Gesprächsführung und Redetechnik. Parcus, München 1927.
- Der erfolgreiche Verkäufer. Eine Betrachtung und Anleitung. Zentralverband der Angestellten, Berlin 1929.
- Erfolgsquellen in uns selbst. Durch innere Einschau Schwächen überwinden. Selbstvertrauen, Schaffensfreude, Führerkraft gewinnen. Verlag für Wirtschaft und Verkehr, Stuttgart 1931.
- Deutsche Redekunst. Siemens-Verlagsgesellschaft, Bad Homburg, 3. Aufl. 1933.
- Briefe wirkungsvoll schreiben! Technik und Psychologie des Briefschreibens. Siemens-Verlagsgesellschaft, Bad Homburg 1934.
- Die Quellen erfolgreicher Lebensführung. Kreß & Hornung, München 1935.
- Richtiges Deutschsprechen. Ein sprechkundliches Übungsbuch. Teubner, Leipzig 1937.
- Jederzeit redebereit (= Dienstblatt der Deutschen Arbeitsfront, 9. Beilage). München 1941.
- Das Unterhaltungsgespräch. Eine psychologische Untersuchung und praktische Anleitung. Siemens-Verlagsgesellschaft, Bad Homburg 1938.
- Das Wort, Weg des Willens.  In: Münchener Mosaik. Kulturelle Monatsschrift der Hauptstadt der Bewegung, Jg. 1941 (mit einem Hitler zeigenden und „Das große Vorbild“ unterschriebenen Foto).
- Technik und Psychologie der Verhandlung. Schwalvenberg, Dortmund, 5., erweiterte Aufl. 1949.
- Die Sprache als Lebenserscheinung. Versuche zur ganzheitlichen Begründung der Sprechkunde. Kerle, Heidelberg 1950.
- Sicheres Auftreten. Eine Untersuchung und Anleitung. Siemens-Verlagsgesellschaft, Bad Homburg, 3. Aufl. 1953.
- Sprechen, Vortragen, Reden. Eine Einführung in die Sprecherziehung. Reclam, Stuttgart 1955 (und zahlreiche weitere Auflagen).